# Computadora de enchufe

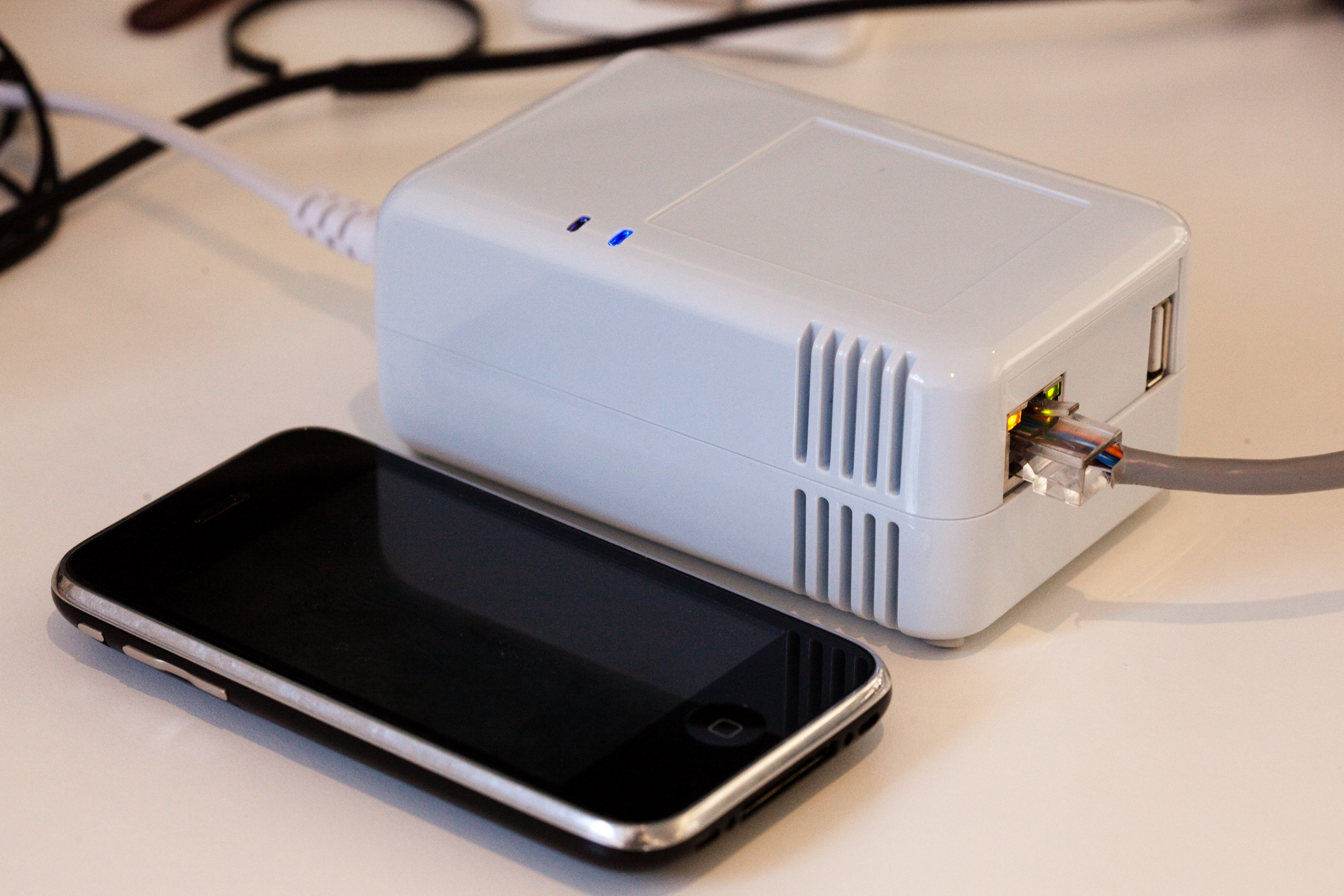
La computadora de enchufe SheevaPlug de Marvell Technology Group junto a un iPhone (115 mm x 60 mm aproximadamente)

Una computadora de enchufe (Plug computer en inglés) es un servidor de factor de forma pequeño pensado para viviendas y oficinas. Comparado con sus computadoras homólogas, éstos son más baratos, consumen menos energía, no suelen incluir tarjeta gráfica, y están pensados para que estén encendidos todo el tiempo. Aunque las computadoras de enchufe suelen estar dentro de enchufes o adaptadores de corriente, el término "enchufe" también se refiere al "enchufar y jugar" ("plug and play") de los electrodomésticos, que pueden venir en factores de forma muy diferentes.
Son apropiados para funcionar como servidor de medios, servicios de copias de seguridad, distribución de archivos y acceso remoto y se pueden usar como puente entre protocolos para el hogar como DLNA o SMB y servicios basados en la nube.

## Historia
El NSLU2 (Network Storage Link para discos duros USB 2.0) fue un aparato NAS fabricado por Linksys entre 2004 y 2008.
Un buen número de dispositivos de este factor de forma comenzaron a aparecer en la Feria Internacional de Electrónica de Consumo de 2009.
- El 6 de enero de 2009, CTERA Networks lanzó un dispositivo llamado CloudPlug que proporcionaba servicio de copias de seguridad remota y un servicio de distribución de archivos.[1] El dispositivo también convertía cualquier unidad externa USB conectada en un dispositivo NAS.[2][3]

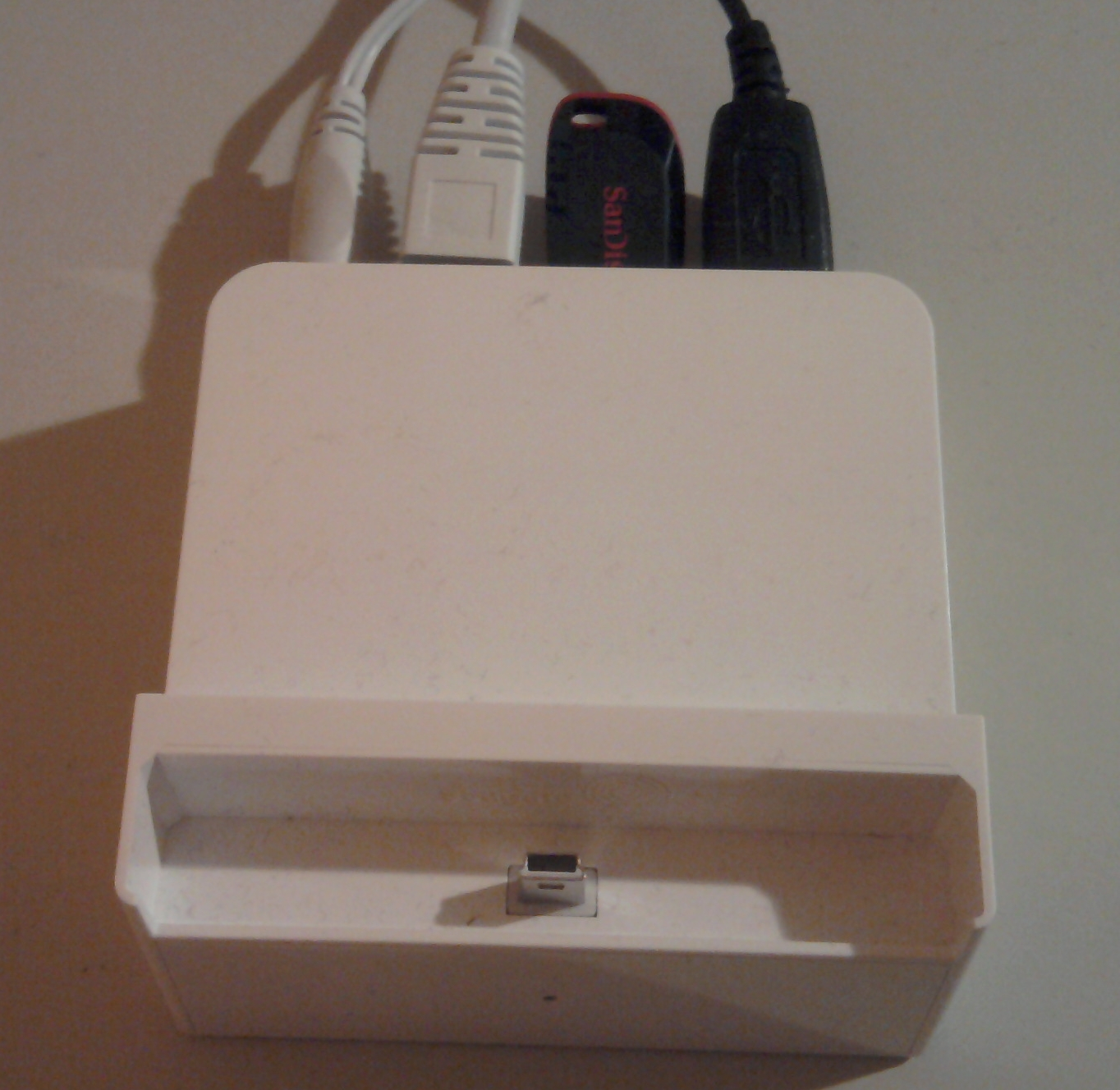
Seagate Dockstar, una computadora de enchufe similar al SheevaPlug

- El 7 de enero de 2009, Cloud Engines desveló su servidor de acceso a la red Pogoplug.[4][5][6][7]

- El 8 de enero de 2009, Axentra anunció la disponibilidad de su plataforma HipServ.[8]

- El 23 de febrero de 2009, Marvell Technology Group anunció sus intenciones de crear una mini-industria alrededor de las computadoras de enchufe.[9][10]

- El 19 de agosto de 2009, CodeLathe anunció la disponibilidad de su servidor de acceso a la red TonidoPlug.[11]

- El 13 de noviembre de 2009, QuadAxis lanzó su gama de dispositivos de enchufe y plataforma de desarrollo, destacando QuadPlug y QuadPC que funcionaban bajo QuadMix, una versión modificada de Linux.[12]

- El 5 de enero de 2010, Iomega anunció su servidor de acceso a la red iConnect.[13]

- El 7 de enero de 2010, Pbxnsip lanzó su computadora de enchufe sipJack que ejecutaba pbxnsip: una plataforma de comunicaciones IP.[14]